# アマルバヤスガラント寺
アマルバヤスガラント寺（英語: Amarbayasgalant Monastery モンゴル語: Амарбаясгалант хийд, ᠠᠮᠤᠷᠪᠠᠶᠠᠰᠬᠤᠯᠠᠩᠲᠤ
ᠬᠡᠶᠢᠳ、中国語: 慶寧寺、満洲語: ᡠᡵᡤᡠᠨ
ᡝᠯᡥᡝ
ᠰᡟ urgun elhe sy）は、モンゴルにある、ジェプツンタンパ2世が清の雍正帝の指示で1736年に建造したチベット仏教の中国皇室寺院である。社会主義政権下で破壊されたが、修復作業が進められている。かつては1500人以上の僧がいたといわれるが、現在では約30名の修行僧がいる。

雍正帝の命により設立されたこの僧院は、両皇帝の祖先である康熙帝の精神的な師匠である初代ジェプツンダンバ・ホトクト(1635-1723）が最後に眠る場所として資金提供され設立された。 修道院を建てるのに適した場所を探していた探検隊は、草原で遊んでいるアムールとバヤスクランチュという2人の少年に出会ったという伝承がある。そして、その場所に修道院を建てることにし、その名前を「アムール・バヤスクラングトゥ」とした。もっとも、この場所が選ばれたのは、ラマが亡くなるときに移動式のダクレー（移動式の僧院であり、本宅でもある）が野営されていた場所だったからとされる。1727年から1736年にかけて建設が行われ、1779年にはザナバザルの遺骨が移された。

アマルバヤスガラント修道院は、ザナバザルの主な守護神である弥勒菩薩に捧げられている。異なる様式の寺院ホールの集合体であるエルデネ・ゾーとは異なり、アマルバヤスガラントは大きな様式の統一性を示している。中国様式を基本としながら、モンゴルやチベットの影響も受け、僧院は、雍正帝の北京の宮殿「雍和宮」（息子の乾隆帝が僧院に改築）に酷似している。当初は40以上の寺院から構成されていたが、主な建物は南北軸に沿って後続し、副次的な建物は平行して配置されており、左右対称に配置されている。

アマルバヤスガラントは、1937年のスターリンによる粛清の際、一部破壊を免れた数少ない修道院の一つで、その後、中央部の建物のみが残った。僧侶の多くは共産党政権によって処刑され、タンカや彫像、写本などの遺物も略奪されたが、一部は幸運な時代まで隠された。

現在、残っているのは28の寺院のみ。1988年にユネスコと民間からの資金提供により修復作業が開始され、新しい彫像の一部はインドのニューデリーで依頼された。